# Deportes Iberia
Deportes Iberia es un club de fútbol de Chile, con sede en la ciudad de Los Ángeles, Región del Biobío. Fue fundado el 15 de junio de 1933 por un grupo de jóvenes liderados por Alberto Cassorla Camhi, en el barrio Independencia de la ciudad de Santiago,y actualmente se encuentra en receso de toda competición.
En 1966 Iberia comenzó a ser local en la comuna de Puente Alto, siendo un club puentealtino de manera oficial el siguiente año, para luego trasladarse definitivamente al sur del país, más específicamente a la ciudad de Los Ángeles, en el año 1969, debido a graves problemas financieros.
El club ha conseguido tres títulos de la Segunda División Profesional, todos de forma consecutiva (2012, Transición 2013 y 2013-14), además del Campeonato de Apertura de la Segunda División 1984 y un título de la División de Ascenso en 1945, lo que le valió ser aceptado para jugar en la Primera División de 1946.
Los azulgranas juegan como local en el Estadio Municipal de Los Ángeles, recinto con capacidad para 4150 espectadores. Disputa el "Clásico del Alto Bío Bío" ante Malleco Unido de la ciudad de Angol.

## Historia

### Fundación y el título de la División de Ascenso

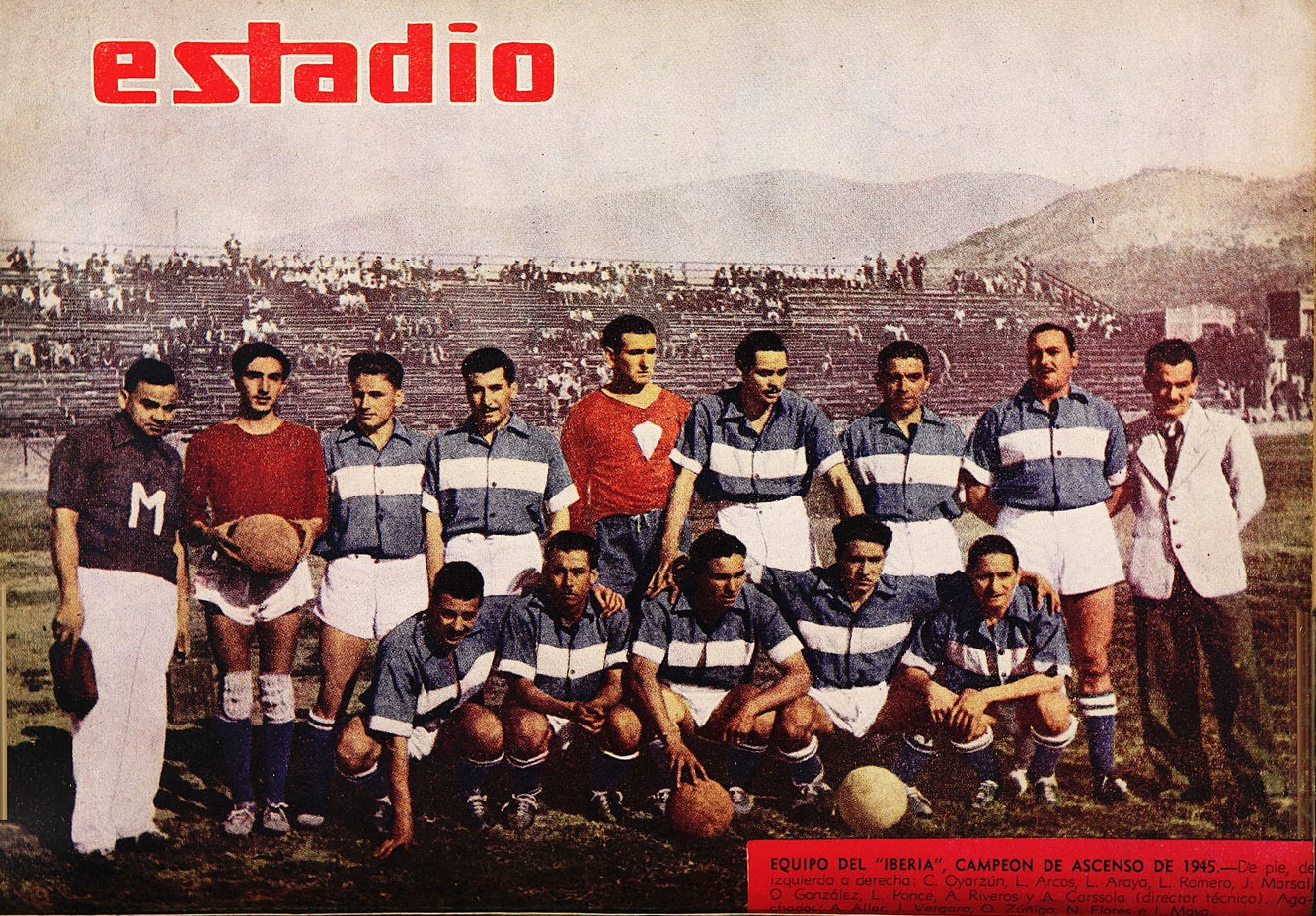
Iberia campeón de la División de Ascenso en 1945.

La institución fue fundada en una reunión en la pensión «El Globo» el 15 de junio de 1933 por un grupo de jóvenes domiciliados en el barrio Independencia y el sector de la avenida La Paz, liderados por Alberto Cassorla Camhi, que se reunían a hablar de deporte y practicarlo. Cuando llegó la hora de elegir el nombre, primó la decisión de tratar de conseguir auspicio de alguna industria adoptando el nombre de alguna, por lo que se adjudicaron el nombre «Iberia» ya que uno de los fundadores trabajaba en la aseguradora «La Iberia», consiguiendo así patrocinio y que le compraran botines al nuevo equipo.
El club se integró a la Asociación Conchalí, y en 1939 se afilió a la Asociación Santiago. En 1943 fue uno de los fundadores de la División de Ascenso, en donde se tituló campeón en 1945, hecho que le permitió ascender excepcionalmente a la máxima categoría profesional, regida por la Asociación Central de Fútbol.

### Campañas en Primera División
En su primera campaña en el profesionalismo, en el campeonato de 1946, Iberia, cuyos jugadores vestían camiseta azul con una franja horizontal blanca, finalizó penúltimo, al igual que en las ediciones siguientes. Incluso terminó último en la tabla de posiciones del torneo de 1950, pero no descendió.
En 1952, el equipo estableció en su uniforme los colores azul y grana, con un diseño semejante al de F. C. Barcelona, que han sido su distintivo hasta el presente.
En el campeonato de 1953, Iberia volvió a finalizar último, con un total de 11 puntos, pero su descenso se canceló, puesto que Thomas Bata, campeón de la Segunda División de ese año, se negó a ascender, imposibilitando el relevo entre ambos clubes. No obstante, la última campaña del club en la categoría máxima del profesionalismo tuvo lugar en el campeonato de 1954, en el que nuevamente terminó en la última posición, con un total de 20 puntos, debiendo descender a Segunda División.

### El paso por la División de Ascenso
En la segunda categoría profesional, el club mantuvo resultados regulares, que lo situaron en la medianía de la tabla de posiciones, hasta que en el campeonato de ascenso de 1959 finalizó en el último lugar, por lo que le correspondía descender a su asociación de origen. Sin embargo, la dirigencia de Iberia arguyó que los equipos que alguna vez habían jugado en Primera División también debían terminar últimos tres veces antes de abandonar el fútbol profesional y regresar a su asociación local, por lo que los azulgranas se mantuvieron en Segunda División. La misma tesis sirvió para evitar su descenso en el campeonato de Segunda de 1961.
Paralelamente, en abril de 1961, Iberia estuvo a punto de fusionarse con el Club San Antonio Atlético de San Antonio, pero las tratativas resultaron infructuosas. La idea de unirse con un equipo de provincia se concretó en 1964, con la venia de su dirigente, Gilberto Lizana, cuando el club se fusionó con el Club de Deportes Fatucén de Puente Alto, el 17 de enero, y se denominó «Iberia-Fatucén», nombre que sólo duró 74 días, para luego rebautizarse como «Iberia-Puente Alto».
En el campeonato de ascenso de 1965, por tercera vez, el equipo terminó colista de la tabla de posiciones, con 23 puntos, por lo que le correspondía el descenso a su asociación de origen. No obstante, el club apeló a un resquicio para salvarse del descenso: la ACF aceptó que la Segunda División chilena era su asociación de origen y validó su repostulación en la categoría.
El 3 de junio de 1966, el club se trasladó definitivamente desde el barrio Independencia hasta Puente Alto y diez meses después se le reconoció oficialmente como club en esta última comuna.

### Traslado a Los Ángeles
Sin embargo, a mediados de la década de 1960, los problemas financieros y las deudas hicieron complicada la estabilidad económica de Iberia. Alberto Cassola, quien fuera uno de los creadores, director técnico, presidente y gerente del equipo, tomó nuevos rumbos, por lo que el presbítero Gilberto Lizana se hizo cargo de la institución. Sin embargo, la deuda del club se agudizó y Lizana buscó «ofrecerlo al mejor postor». A lo anterior se sumaba el negativo desempeño del equipo, que en el campeonato de 1968 volvió a rematar último, hecho que provocó las advertencias de desafiliación por parte de la ACF.
Al principio, hubo propuestas de interesados desde Curicó, pero no convencieron a la dirigencia. Entonces, en un viaje que realizó a la ciudad de Los Ángeles, en su labor de vicario de Carabineros de Chile, Gilberto Lizana se enteró de que en esa ciudad había un equipo, llamado Club de Deportes Los Ángeles, que era regional y no profesional, y que sus dirigentes habían buscado de todas las maneras posibles ingresarlo al fútbol de primera línea, pero sin éxito. Entonces, el padre Lizana se entrevistó con Manuel Segundo González, Carlos Perelló Nieto e Ítalo Zunino, además de Francisco García Lorenzo, Luis Elgueta, Samuel Vivanco y Francisco Campos, dirigentes angelinos, y el secretario de la ACF, Julián San Miguel. Luego de dar por concluida la fusión con Fatucén y en una transacción avaluada en 80 000 escudos, que básicamente correspondía a la deuda del equipo, el 28 de febrero de 1969, a las 1:30 horas, Iberia se trasladó definitivamente a Los Ángeles, continuando allí su militancia en la Segunda División del fútbol chileno, bajo el nombre de Iberia de Los Ángeles. Fueron los mismos nuevos dueños quienes en sus autos particulares llevaron a Los Ángeles, desde la sede en Puente Alto, los trofeos, camisetas y uno o dos jugadores emblemáticos. El resto arribó en tren y fueron recibidos con caravanas por las calles de Los Ángeles. Aunque era un equipo «prestado», defendería el honor de una ciudad entera en las ligas profesionales.
Los resultados del equipo mejoraron, puesto que, en el campeonato de Segunda División de 1970, resultó subcampeón, por detrás de Unión San Felipe, que consiguió el ascenso a Primera División.
Como trámite conclusivo de su traslado, en Los Ángeles, desde el 2 de julio de 1974, el club pasó a llamarse Iberia-Bío Bío, regresando a ser sólo Iberia, el 6 de mayo de 1994, al otorgársele personalidad jurídica con nueva razón social y contar con otras ramas como baloncesto, atletismo y tenis de mesa.

### Campeón del Apertura de la Segunda División 1984
El año 1984 Iberia protagoniza una de sus campañas más destacadas y recordadas al coronarse campeón del Apertura de Segunda División. Dirigidos por Oscar Zambrano y tras una notable campaña a lo largo del torneo, el equipo angelino debió definir el título en una gran final ante Curicó Unido. En el partido de ida Iberia se impuso como local por 2 goles a 1 con goles de Francisco Castillo y Alfonso Martínez. En el partido de vuelta, disputado bajo una intensa lluvia en el Estadio La Granja de Curicó, Iberia volvió a imponerse, esta vez por 3 goles a 0 con anotaciones de Francisco Castillo y Luis Moya en dos ocasiones. El triunfo causó gran algarabía en la ciudad de Los Ángeles, cuyos habitantes se volcaron en masa a las calles para celebrar y recibir a los campeones.
Este título hacia merecedor a Iberia del ascenso a la Primera División, pero improvisados cambios de estatutos por parte de la Asociación Central de Fútbol, dirigida en ese entonces por Rolando Molina, privaron al equipo angelino de poder concretar dicho ascenso.

### Descenso a Tercera División
Los años siguientes estuvieron marcados por regulares campañas en lo deportivo y graves problemas económicos en el plano dirigencial, los que llegaron incluso a amenazar la existencia del club.
A finales del año 1992, y luego de una pobre campaña durante el torneo regular, Iberia desciende a Tercera División. En el último partido de la temporada, y con la obligación de ganar, Iberia solo consiguió un empate a 2 tantos en condición de local frente a Santiago Wanderers, resultado que condenó finalmente al club al descenso de categoría.

### Los años en Tercera División y Segunda División Profesional
En 1999, el estadio Fiscal entró en completa reparación, no teniendo Iberia dónde hacer de local con su público, de modo que entró en receso regresando cuando el estadio, ahora Municipal, fue reabierto en el año 2000.
Tras años de ser protagonista de la Tercera División por muchos años, el club postula a la nueva Segunda División Profesional (una tercera categoría profesional creada por la ANFP), donde participa desde su primera edición, la del torneo 2012.
A finales de ese mismo año, Deportes Iberia se corona campeón de la fase regular de la liga, al vencer como visitante a Deportes Temuco. Paradójicamente este campeonato no le aseguró el ascenso a la Primera B, debiendo disputar un play-off en el cual es inesperadamente eliminado en semifinales por Deportes Linares, de la cuarta categoría del fútbol chileno.
En el año siguiente, el técnico Ronald Fuentes continúa en su cargo, logrando el bicampeonato, tras quedarse con el Transición 2013, al derrotar a Deportes Temuco en el Estadio Germán Becker, al igual que el año anterior, esta vez por 3 a 0 con goles de Lino Maldonado en dos oportunidades y de Alfredo Rojas. Nuevamente debió definir el ascenso definitivo en una serie de ida y vuelta con el colista de Primera B, que resultó ser Deportes Copiapó. El partido de ida, jugado en Los Ángeles acabó en empate 1 a 1, con la salvedad que Iberia alineó inadvertidamente un jugador no habilitado, por lo que se otorgó el triunfo de 3 a 0 a los nortinos. La vuelta la ganó Copiapó por 4 a 1, sepultando nuevamente las aspiraciones de Iberia de ascender.

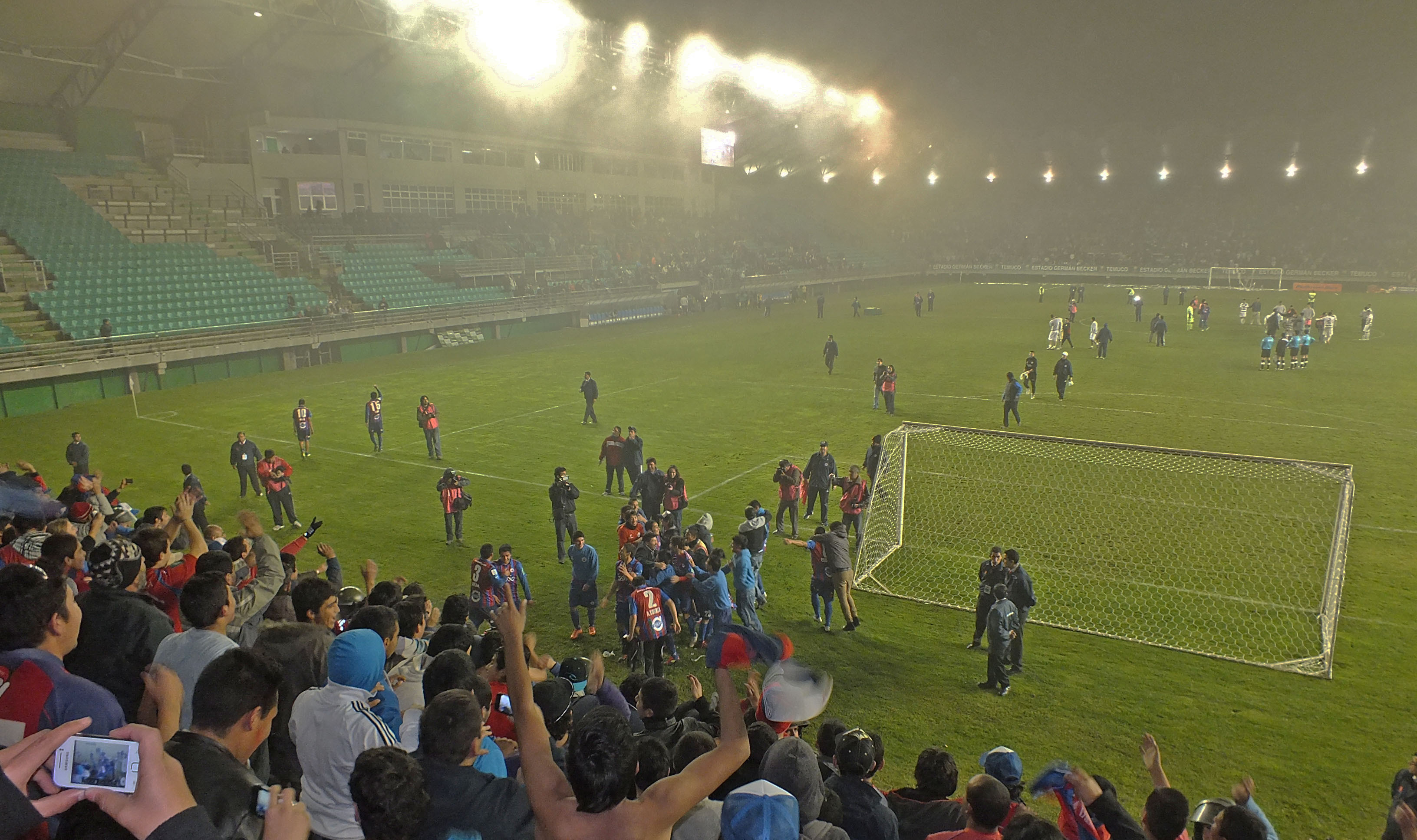
Jugadores e hinchas de Iberia celebrando el título del Transición 2013

### Tricampeón y Ascenso a Primera B
El campeonato 2013-2014 tuvo durante gran parte de su desarrollo a Iberia y Deportes Puerto Montt como principales protagonistas y aspirantes al título. En la penúltima fecha del torneo ambos equipos debieron enfrentarse en el Estadio Chinquihue de Puerto Montt, bastándole a los locales sólo un punto para lograr el campeonato. Inesperadamente y ante un estadio repleto que se aprestaba a celebrar, Iberia logró derrotar y arrebatarle el liderato al equipo albiverde, al imponerse por 1 a 0.
Finalmente, en la última fecha del torneo, disputada el 30 de marzo de 2014, Iberia consigue coronarse tricampeón de la categoría, luego de empatar sin goles como local ante Deportes Melipilla. Este resultado, sumado a la derrota de Deportes Puerto Montt en su visita a San Antonio, permitió a los azulgranas lograr el anhelado ascenso de categoría tras 21 años de frustraciones.
Bajo la dirección técnica de Ronald Fuentes (DT que ganó los tres títulos consecutivos), las grandes figuras en este campeonato fueron el portero Franco Cabrera, los defensores José Gastón Salcedo, Fabián Torres y Ronald de la Fuente, el volante Álvaro Torres, y el delantero Miguel Orellana (goleador del torneo).

### En Primera B y regreso a Segunda División
El 16 de julio de 2014 Iberia retornó oficialmente a la segunda categoría nacional con una derrota de local ante Provincial Curicó Unido por dos goles a uno, en el marco de la Copa Chile 2014-15.
En tanto, el debut en la Primera B fue como local contra Santiago Morning, que acabó con resultado 3-1 para los azulgranas. En la tabla final del campeonato de Primera B 2014-2015 el equipo angelino logró rematar en un meritorio séptimo lugar.
Las siguientes campañas fueron irregulares, acabando en la medianía o parte baja de la tabla, lo que llevó a Iberia a pelear por no descender a Segunda División en el Transición Primera B 2017, debido a su bajo coeficiente de promedio. En una emocionante disputa con Deportes Valdivia, Iberia empató como local 1-1 ante San Marcos de Arica en la última fecha, lo que sumado al triunfo de Valdivia 2-1 como visitante ante Deportes La Serena, condenó al cuadro angelino, dirigido por Luis Landeros, al descenso de división, y así regresar a la Segunda Profesional.

## Uniforme
- Uniforme titular: Camiseta listada azul y roja, pantalón azul y medias azules.
- Uniforme alternativo: Camiseta blanca, pantalón blanco y medias blancas.

### Uniforme titular
| 1945 | 1946-48 | 1948-49 | 1950-51 | 1951 | 1951-52 | 1952 | 1953 | 1954 |

| 1956 | 1957-58 | 1973 | 2010 | 2011 | 2013-15 | 2015-16 | 2016-17 | 2017 |

| 2019 | 2020-21 | 2022 | 2024 | 2024-25 | 2025 |

### Uniforme alternativo
| 2010 | 2011 | 2012 | 2013 | 2014-15 | 2015-16 | 2016-17 | 2019 | 2020-21 |

| 2022 |

### Indumentaria
| Período   | Proveedor             |
| --------- | --------------------- |
| 2005      | Training Professional |
| 2006-2007 | Diadora               |
| 2008-2009 | Training Professional |
| 2010      | Romma                 |
| 2011      | Brooks                |
| 2012      | Norwest               |
| 2013-2018 | Training Professional |
| 2019-2022 | KS7                   |
| 2022      | PSport                |
| 2023      | NewLife               |
| 2024      | Kuden                 |
| 2024-     | Vercon                |

| Período   | Auspiciador           |
| --------- | --------------------- |
| 2005      | Mallplaza Los Ángeles |
| 2006-2007 | Parmalat              |
| 2008      | Sodimac               |
| 2008      | Calán                 |
| 2009      | Super Tucapel         |
| 2011      | Goren                 |
| 2012-2014 | Essbio                |
| 2014-2018 | VTR                   |
| 2019-2023 | CMPC                  |
| 2024      | Trendy                |
| 2024      | Lipigas Melito        |
| 2025-     | Ral Security          |

## Estadio
El Estadio Municipal de Los Ángeles, se encuentra ubicado en la ciudad de Los Ángeles, Chile. Tiene una capacidad de 4150 espectadores y actualmente se encuentra realizando trabajos de ampliación con la construcción de 4 galerías ubicadas en el sector del ex marcador, que ampliaría la capacidad del estadio hasta las 5000 personas, perfectamente sentadas. Deportes Iberia es el encargado de llenar el municipal angelino, haciéndolo conocido como la "Caldera Azulgrana".
Fue durante un largo período denominado como Estadio Fiscal, pasando a ser propiedad del municipio de Los Ángeles a mediados de la década de los noventa. Está ubicado en la calle Estadio, frente a la Laguna Esmeralda. Además de actividades deportivas, en él se han realizado variadas actividades culturales, musicales, religiosas y políticas.

## Rivalidades
Destaca la gran rivalidad con otro equipo tradicional de la zona Malleco Unido de Angol, donde los Azulgranas tienen una pequeña ventaja en el historial sobre los Leones de Nahuelbuta. Entre ambos cuentan duros enfrentamientos tanto en Segunda División como en Tercera División. El último duelo entre ambos data del 20 de mayo de 2018, por el Campeonato de Segunda División Profesional 2018, que acabó con triunfo de Iberia como visitante por 2-0, con goles de Diego Ruiz y Luis Pacheco.
También es considerable la rivalidad que poseen, más a nivel de afición, las barras del elenco azulgrana y la barra de Curicó Unido, la cual nació debido a los graves incidentes ocurridos en el año 2005, en la ciudad de Los Ángeles, hecho que hace que cada vez que se enfrentan estos equipos, se despliegue un contingente policial importante.
Últimamente sus encuentros ante Deportes Temuco por la Tercera A, Segunda División y Primera B han sido considerados como atractivos, en gran parte debido a que estos 2 clubes fueron los más "importantes" de la Tercera A, tanto por su historia como por el marco de público que llevaban al estadio, en momentos en que ambos compartieron dicha división. Esta "rivalidad" se vio acrecentada en las temporadas 2012 y Transición 2013 de la naciente Segunda División Profesional, en la cual en tanto en una como en la otra ocasión, Iberia celebró el título de campeón de dichos torneos ante Temuco, en el Estadio Germán Becker.

## Datos del club

### Era amateur
- Temporadas en la División de Ascenso: 3 (1943-1945)

### Era Profesional
- Temporadas en Primera División: 9 (1946-1954)
- Temporadas en Primera B: 42 (1955-1992; 2014/15-2017)
- Temporadas en Segunda División: 7 (2012-2013/14, 2018-2023)
- Temporadas en Tercera División: 19 (1993-1998; 2000-2011, 2024)
- Temporadas en Tercera División B: 1 (2025- )
- Mayor goleada recibida:.
  - En Primera División: 0-7 de Everton el 6 de enero de 1950
- Mayor goleada propiciada:.
  - En Segunda División: 8-0 a Colo Colo B el 4 de febrero de 2014
- Mejor puesto en Primera División: 4º (1948)
- Peor puesto en Primera División: 14º (1953 y 1954)

## Jugadores

### Plantilla 2024
- Los equipos chilenos están limitados por la ANFP a tener en su plantel un máximo de tres futbolistas extranjeros.
- Por disposición de la ANFP el número de las camisetas no puede sobrepasar al número de jugadores inscritos.

### Altas 2024
| Jugador      | Posición | Procedencia  | Tipo |
| ------------ | -------- | ------------ | ---- |
| Bandera de ? |          | Bandera de ? |      |

### Bajas 2024
| Jugador             | Posición      | Destino           | Tipo |
| ------------------- | ------------- | ----------------- | ---- |
| Fernando Abarzúa    | Portero       | Deportes Limache  |      |
| Gustavo Merino      | Portero       | Deportes Linares  |      |
| Marcelo Flores      | Defensa       | Deportes Recoleta |      |
| Benjamín Povea      | Defensa       | Deportes Valdivia |      |
| Guillermo Zuleta    | Defensa       | Imperial Unido    |      |
| Bastián Bravo       | Defensa       | Malleco Unido     |      |
| Sebastián Contreras | Defensa       | Deportes Rengo    |      |
| Benjamín Urzúa      | Mediocampista | Cobreloa          |      |
| Carlos Morales      | Delantero     | Deportes Limache  |      |
| Miguel Orellana     | Delantero     | Provincial Osorno |      |
| Cristóbal Díaz      | Delantero     | Magallanes        |      |
| Raúl Palma          | Delantero     | Imperial Unido    |      |
| Nicolás Zedán       | Delantero     | Santiago Morning  |      |

## Entrenadores

### Cronología
- Luis Ponce (1945)
- Eugenio Soto (1946)
- Alberto Cassorla (1951)
- Luis Vidal (1952)
- Alberto Buccicardi (1954)
- Dante Pesce (1965)
- Álvaro Rubio Guzmán (1967-1968)
- Alicel Belmar (1969)
- Alicel Belmar (1972)
- Alicel Belmar (1979)
- Osvaldo Valenzuela (1980)
- Salvador Biondi (1981)
- Italo Briones (1981)
- René Llanos (1981)
- Sergio Navarro (1982)
- Héctor Barría (1983)
- Oscar Zambrano (1984)
- José González (1985)
- Oscar Zambrano (1985-1986)
- Alicel Belmar (1986-1987)
- Oscar Zambrano (1988-1989)
- Germán Mayorga (1990)
- Alicel Belmar (1991-1992)
- Humberto López (1992)
- Iván González Ortíz (1993)
- Germán Mayorga (1994)
- René Otárola (1995)
- Gastón Guevara (1996)
- Manuel González (1997)
- Jaime Nova (1998-2001)
- John Greig (2002)
- Jaime Nova (2003)
- Hernán Castro (2004)
- John Greig (2005)
- Luis Marcoleta (2005)
- Humberto López (2006-2007)
- Benjamín Muñoz (2007-2008)
- Ronald Fuentes (2008-2009)
- Jaime Nova (2010)
- Oscar Wirth (2011)
- Ronald Fuentes (2012-2014)
- Cristián Mora (2015)
- Nelson Soto (2015-2017)
- Luis Landeros (2017)
- Patricio Almendra (2018)
- Roberto Rojas (2019)
- Alejandro Saavedra (2019)
- Jorge Contreras (2019-2020)
- Eduardo Lobos (2020-2021)
- Fernando Gutiérrez (2022)
- Claudio Rojas (2022)
- Felipe Cornejo (2023)
- Rodrigo Meléndez (2023)
- José Ilabaca (2024)
- Diego Guidi (2024-)

## Palmarés

### Torneos nacionales
- División de Ascenso (1): 1945
- Campeonato de Apertura de la Segunda División de Chile (1): 1984[33]
- Segunda División Profesional (3): 2012, Transición 2013, 2013-14
- Subcampeón del Campeonato de Apertura (1): 1947
- Subcampeón de la Segunda División de Chile (1): 1970
- Subcampeón de la División de Ascenso (1): 1944[34]
- Subcampeón de la Segunda División Profesional (1): 2020
- Subcampeón de la Tercera División de Chile/Tercera A de Chile (2): 2006, 2009